# Georg P. Blaschke
Georg P. Blaschke (* 20. Januar 1876 in Glatz; † 5. Mai 1929 in Kiel) war ein aus Schlesien stammender Fußballfunktionär zur Pionierzeit des Fußballs in Deutschland sowie Kieler Stadtrat. Er ist Ehrenmitglied des Deutschen Fußball-Bundes.

## Leben

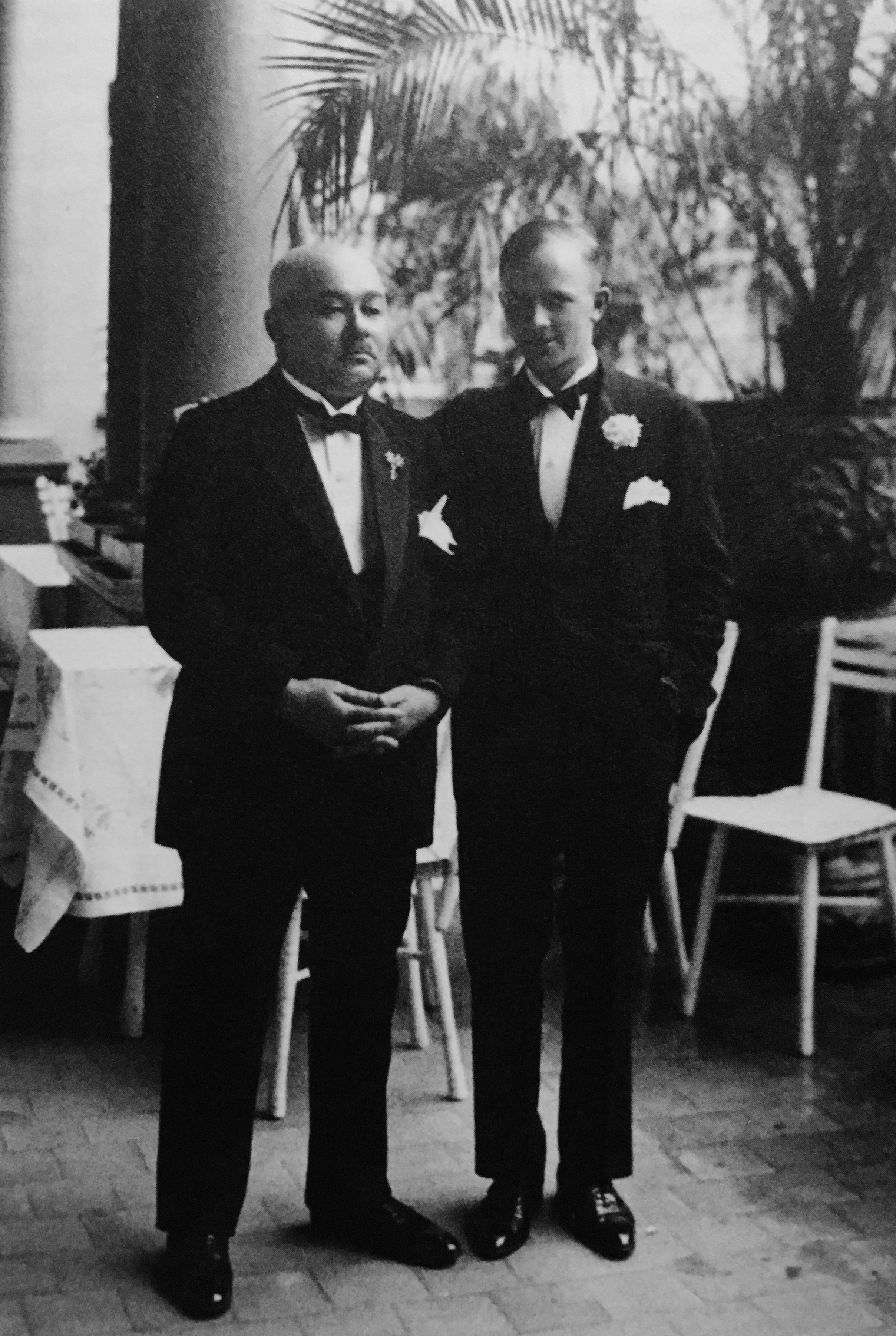
Georg P. Blaschke (links) mit seinem Sohn Heinz anlässlich seiner Silberhochzeit 1928.

Als aktiver Fußballer und Schiedsrichter gehörte Georg Blaschke zu den Pionieren des Fußballs in Deutschland. Zu Beginn seiner Karriere war er neben Spielern wie Artur Beier Mitglied des Kieler Männer-Turnvereins von 1844. Nachdem der Verein ihm und acht weiteren Spielern jedoch im Oktober 1900 untersagt hatte, ein Fußballspiel gegen die Turnerschaft in Lübeck auszutragen, traten diese neun Fußballer aus dem Verein aus und gründeten den 1. Kieler Fußballverein von 1900, der 1917 mit dem SV Holstein von 1902 zu Holstein Kiel fusionierte.
Über seine Vereinstätigkeit hinaus gehörte Georg Blaschke zu den Gründungsmitgliedern des Norddeutschen Fußball-Verbands, den er am 15. April 1905 gemeinsam mit Vertretern von 43 anderen norddeutschen Vereinen im Hamburger Bierlokal "Tucherbräu" am Jungfernstieg ins Leben rief. Ein Vorstandsausschuss aus sechs "Bezirksfürsten" ernannte Blaschke zum 2. Vorsitzenden, ein Amt, das er bis 1909 innehatte, ab 1928 war er sein 1. Vorsitzender.
Auf dem Bundestag des Deutschen Fußball-Bundes am 14. und 15. Mai 1910 in Köln wurde Blaschke einstimmig zum 1. Schriftführer des DFB gewählt. Bis 1928 wurde er von da an jährlich wiedergewählt, womit er bis zu seinem Tod 1929 auch dem Vorstand des DFB angehörte. Im DFB galt er unter anderem als Experte für die sogenannte „Lustbarkeitssteuer“ sowie den zu dieser Zeit aktuellen Konflikt um meist sonntägliche Fußballspiele und die "Sonntagsheiligung".

Als die Geschäftsstelle des DFB 1916 nach Kiel verlegt wurde, übernahm Blaschke dort ehrenamtlich den geschäftsführenden Vorsitz. In dieser Funktion begleitete er immer wieder auch die deutsche Fußballnationalmannschaft bei Länderspielen, so etwa zum Ostermontagsspiel 1924 nach Amsterdam. Da die Mannschaft dieser Tage ausschließlich aus Spielern des 1. FC Nürnberg und der SpVgg Greuther Fürth bestand, diese beiden Vereine jedoch verfeindet waren, musste der "Expeditionsleiter 'Papa' Blaschke" im Zug zwischen den beiden Mannschaften vermitteln, um das Spiel überhaupt möglich zu machen, wie überliefert ist.
"Unentwegt pendelt er von einer Gruppe zur anderen. Doch seine Versöhnungsversuche prallen auf eisige Ablehnung. 'Kinder, um Himmels willen, vertragt euch! Ihr müsst doch miteinander spielen!', ermahnt er verzweifelt die Nürnberger. 'Spuiln schon', beruhigt ihn der Heiner Stuhlfauth, 'da brauchen's ka Angst net hab'n, spuiln tun wir mit denen. Mehr aber net.'"
Zeitlebens setzte sich Blaschke nicht nur für seinen Verein und die Verbände ein, sondern bemühte sich auch um gesellschaftliche Anerkennung des Fußballs sowie die Nachwuchsarbeit. So schrieb er in einem Beitrag für das Jubiläumsbuch des DFB zu seinem 25-jährigen Bestehen 1925:
"Die Stellung der Behörden, besonders der Schule, unseren Bestrebungen gegenüber ist freier und entgegenkommender geworden ..."
Auch Blaschke Ehefrau Ella Blaschke, die er am 21. August 1903 in Kiel geheiratet hatte, beteiligte sich an den fußballpolitischen Aktivitäten ihres Mannes. So hatte sie unter dem Pseudonym "Ella Norden" ein Kapitel für das Jahrbuch zum 20. Jubiläum des DFB beigetragen, das 1920 erschienen war. Es trug den Titel "Die Eltern und das Fußballspiel. Von einer Mutter", das die erzieherischen Vorzüge des auch in dieser Zeit vielerorts noch verpönten Fußballs betonte.
Ebenso vehement setzte sich Blaschke jedoch auch gegen den Profifußball, das "Berufsspielertum", ein, das sich aus seiner Sicht unter anderem mit der "Jugendpflege" nicht vertrug. Im Jahrbuch des DFB von 1925 schrieb er dazu: "Wir bekämpfen das Berufsspielertum aus ethischen Gründen, denn wir sehen in unseren Fußballveranstaltungen etwas andere als bloße Schaustellungen, die der Unterhaltung dienen. Es wäre ein Frevel an unserer deutschen Jugend, wollten wir das Berufsspielertum in Deutschland auch nur im geringsten begünstigen." Für Blaschke gab es noch ein weiteres Argument gegen die Professionalisierung des Fußballs: die Besteuerung von Fußballspielen. Als Drittes ging es ihm aber auch noch um die Motivation von Städten und Gemeinden, Sportplätze zu schaffen, die die Vereine dann in Erbpacht nehmen konnten. Auch dieses Miteinander von Vereinen und Kommunen sah Blaschke gefährdet, wenn der DFB in der Berufsspielerfrage Entgegenkommen zeigte.
1924 wurde Georg Blaschke in Kiel zum ehrenamtlichen Stadtrat gewählt. Auf seinen eigenen Antrag hin wurde er daraufhin als Verwaltungsinspektor in den vorzeitigen Ruhestand versetzt. Von nun an nahm Blaschke als Kieler Dezernent an den Tagungen der Sportreferenten des Deutschen Städtetages teil.
Im Lauf des Jahres 1926 übernahm Georg Blaschke nach dem Ausscheiden des bisherigen Vorsitzenden das Amt des Obmanns des Presseausschusses des DFB. Damit führte er unter anderem auch ein Nachrichtenblatt, mit dem der Verband Verbindung zu etwa 800 Zeitungs-Korrespondenten unterhielt.
1927 gab Blaschke ein Buch mit dem Titel "Die Schiedsrichterfibel" heraus, in dem er verschiedene Fachleute zu Wort kommen ließ, unter anderem Heinrich Retschury aus Wien und den Schiedsrichter Paul Paetow aus Hamburg.
Im Herbst 1927 erkrankte Blaschke schwer und fiel monatelang als Geschäftsführer des DFB aus. Auch aus diesem Grund wurde die DFB-Geschäftsstelle schließlich im Oktober 1927 endgültig nach Berlin verlegt. Im März 1928 wurde er auf dem Verbandstag des Norddeutschen Fußball-Verbands in Bremen zum 1. Vorsitzenden gewählt, im Oktober 1928 legte Blaschke auf dem Bundestag des DFB sein Amt nieder und stellte sich nicht zur Wiederwahl.
Anlässlich der Feierlichkeiten zum 25-jährigen Bestehens des Norddeutschen Fußball-Verbandes wurde zu Ehren Georg Blaschkes ein Fackelzug in Kiel veranstaltet, zudem beschloss der Magistrat der Stadt, den Werftpark-Sportplatz in "Blaschke-Platz" umzubenennen. Diesen Namen trägt der Platz, auf dem heute der TuS Gaarden spielt, noch immer. Ebenso wurde er vom Verband der Rasensportvereine Groß-Köln zum Ehrenmitglied und vom Deutschen Reichsausschuss für Leibesübungen zum persönlichen Mitglied ernannt. Im Dezember 1928 schließlich wurde Blaschke Ehrenmitglied des Deutschen Fußball-Bundes.
Am 5. Mai 1929 starb Georg Blaschke in Kiel an den Folgen einer schweren Lungenentzündung. Nach einer öffentlichen Trauerfeier auf dem Städtischen Sport- und Spielplatz am 8. Mai 1929 wurde er in Kiel beigesetzt. Die Grabstelle befindet sich auf dem alten Urnenfriedhof in Kiel im Gräberfeld 21.
Georg P. Blaschke ist der Vater des Journalisten Heinz Blaschke und Urgroßvater des Journalisten Florian Blaschke.